# DREAM Act

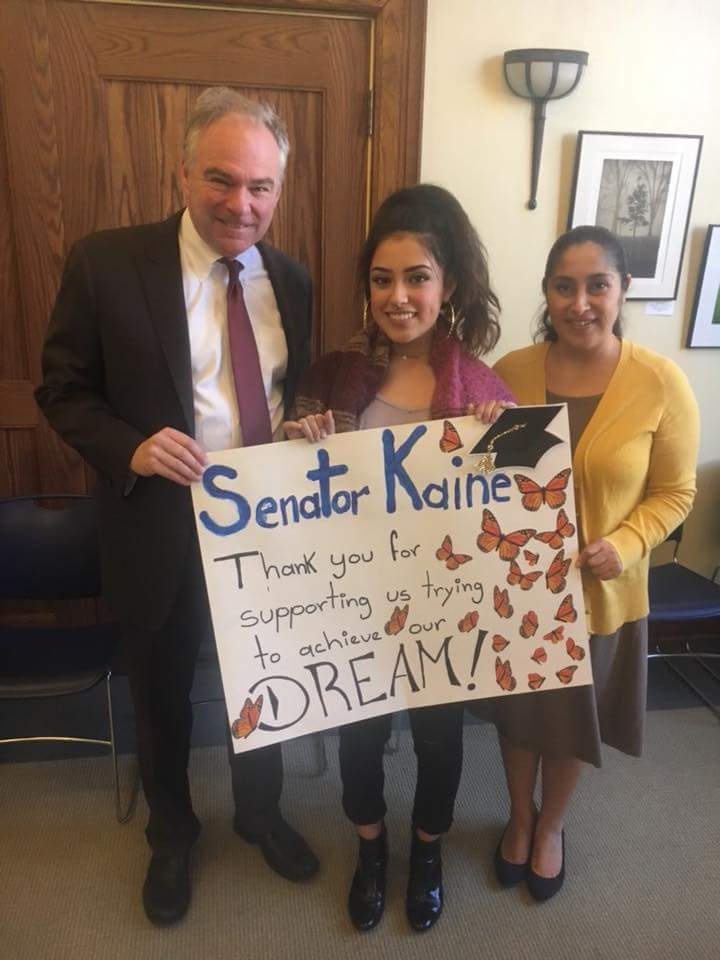
Tim Kaine avec Ilse et sa mère Blanca à Richmond. Ilse est une "DREAMer"

Le DREAM Act (acronyme pour Development, Relief, and Education for Alien Minors, « développement, secours et éducation pour les mineurs étrangers ») est un projet de loi américaine proposé au Sénat des États-Unis le 1er août 2001 par les sénateurs Dick Durbin (Parti démocrate) et Orrin Hatch (Parti républicain).
Ce projet de loi est refusé en décembre 2010.

## Description
Il prévoit d'accorder une carte de résident permanent (sous conditions) à certaines personnes entrées illégalement en tant que mineurs aux États-Unis. Cela éviterait donc de renvoyer dans un pays des personnes qui n'y ont quasiment pas vécu.
Parmi les conditions, il s'agit de pouvoir justifier d'une « bonne moralité » du prétendant par l’obtention d'un diplôme dans une école secondaire américaine et le fait qu'il ait vécu dans le pays sans interruption pendant au moins cinq ans avant la promulgation du projet de loi. L'engagement dans les forces armées américaines et d'autres conditions apportent des possibilités de régularisation temporaires. Une limite d'âge est également définie pour limiter ce projet aux personnes ayant moins de 31 ans.

## Critiques et soutiens
Les principales discussions autour de ce projet de loi concernent le fait que cela récompenserait l'immigration illégale.
Le journaliste Jose Antonio Vargas, notable pour avoir couvert la fusillade de l'université Virginia Tech et avoir reçu un prix Pulitzer, est une des personnes qui soutient cette loi car il est directement concerné.